# Parc national Shebenik-Jabllanice
Le parc national Shebenik-Jabllanice (albanais : Parku Kombëtar Shebenik-Jabllanicë) est un parc national situé dans la partie orientale du comté d'Elbasan, dans le centre de l'Albanie. Le parc couvre une superficie de 339 km2 et partage une frontière avec la république de Macédoine. L'altitude du parc varie de 300 m à plus de 2 200 m au sommet du mont Shebenik, qui, avec Jablanica a donné son nom au lieu. Le parc est l'un des plus récents d'Albanie, il n'a été créé qu'en 2008. Dans la région du parc habitent un certain nombre d'espèces qui deviennent de plus en plus rares en Albanie, comme l'ours brun, le loup gris et le très menacé lynx des Balkans. Les villes les plus proches du parc sont Librazhd et Prrenjas.

## Géographie et géologie

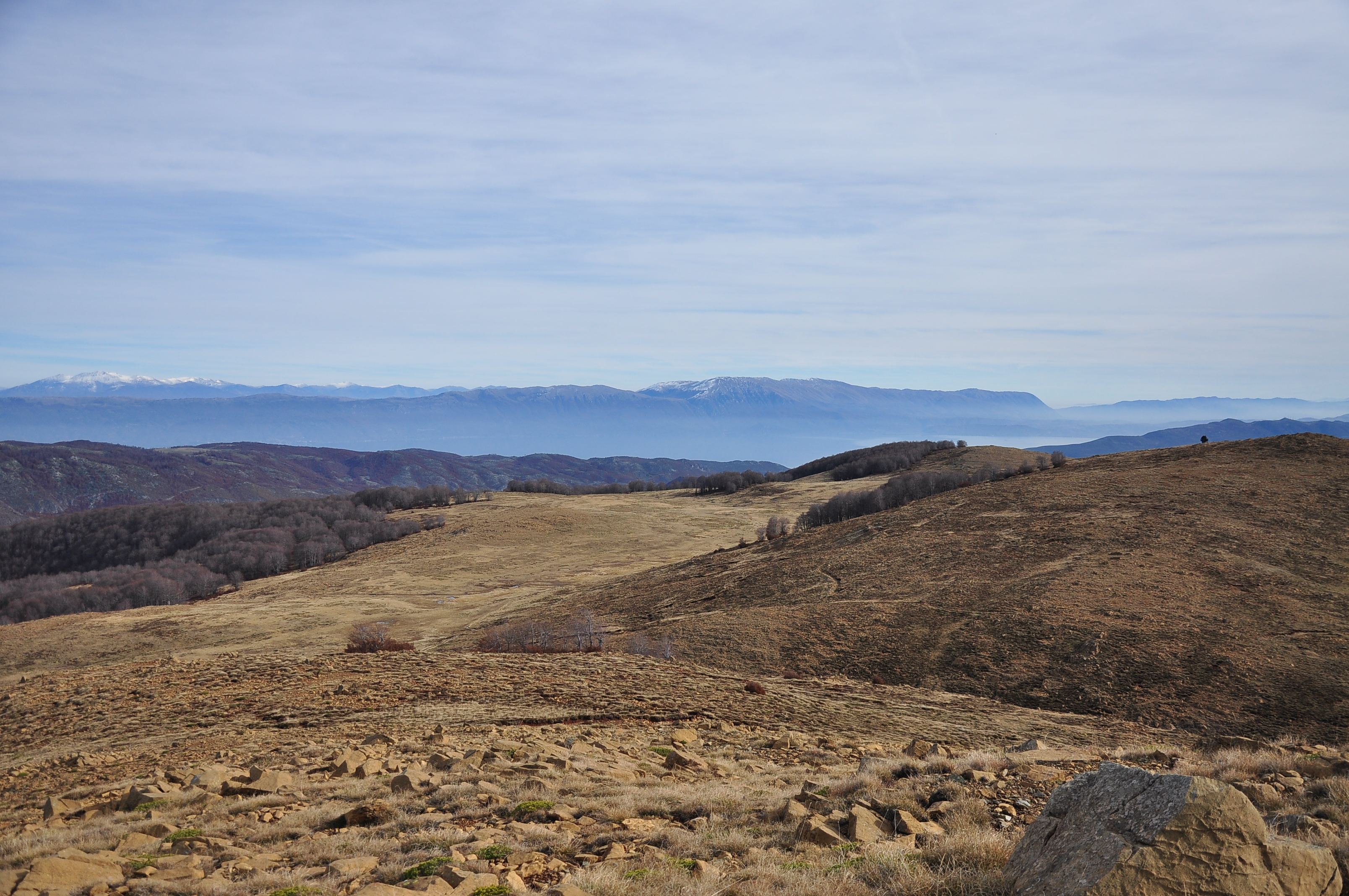
Une vue sur le Lac d'Ohrid, à partir de l'intérieur du parc.

### Géologie
Deux fleuves et de multiples petites sources d'eau circulent à travers le parc, notamment la rivière Qarrishte et la rivière Bushtrice, qui font chacune 22 km de long.

### Lacs Glaciaires
La région est le foyer d'au moins 14 lacs glaciaires, le plus élevé étant situé à près de 1 900 mètres.

### Climat
Le climat majoritaire dans le parc est le climat méditerranéen montagnard, avec une moyenne annuelle des températures comprises entre 7 °C et 10 °C. La moyenne annuelle des précipitations est comprise entre 1 300 mm et 1 800 mm, en fonction de l'emplacement.

## Flore et faune
Le parc abrite un certain nombre d'espèces rares et endémiques de plantes, d'animaux et de champignons.

### Flore
On trouve des hêtres, des sapins, des pins et des chênes, ainsi que des espèces telles que le saule pourpre, l'érable de Norvège, le bouleau, et le sapin dans le versant nord du parc. Il y a un certain nombre de plantes rares endémiques.

### Faune
La zone du parc a été pensée pour contenir l'un des principaux habitats restants du lynx des Balkans, sous-espèce du lynx d'Eurasie. Le 21 avril 2011, l'équipe de recherche du PPNEA (Protection et préservation de l'environnement naturel en Albanie) a obtenu la première photo d'un lynx des Balkans vivant dans les limites du parc national. C'est aussi une aire de répartition naturelle de l'ours brun, le loup gris, chamois, sanglier, loutre d'Europe et la truite brune. Les oiseaux comprennent l'Aigle royal, le grand Tétras et la gélinotte des bois.

## Loisirs
Il y a de nombreux sentiers de randonnée à travers le parc, de difficulté variable avec des marques de qualité variable. 

## Galerie

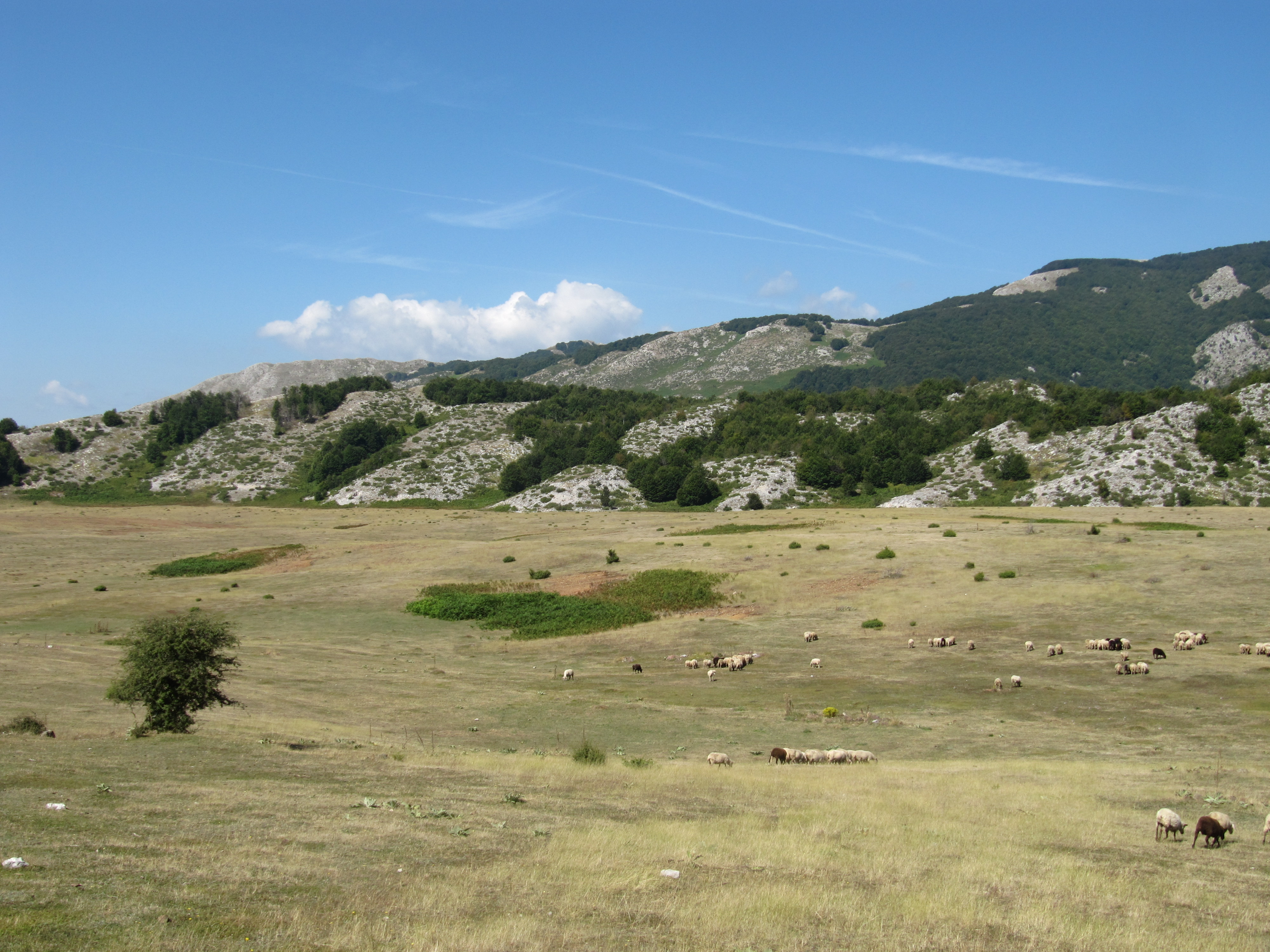
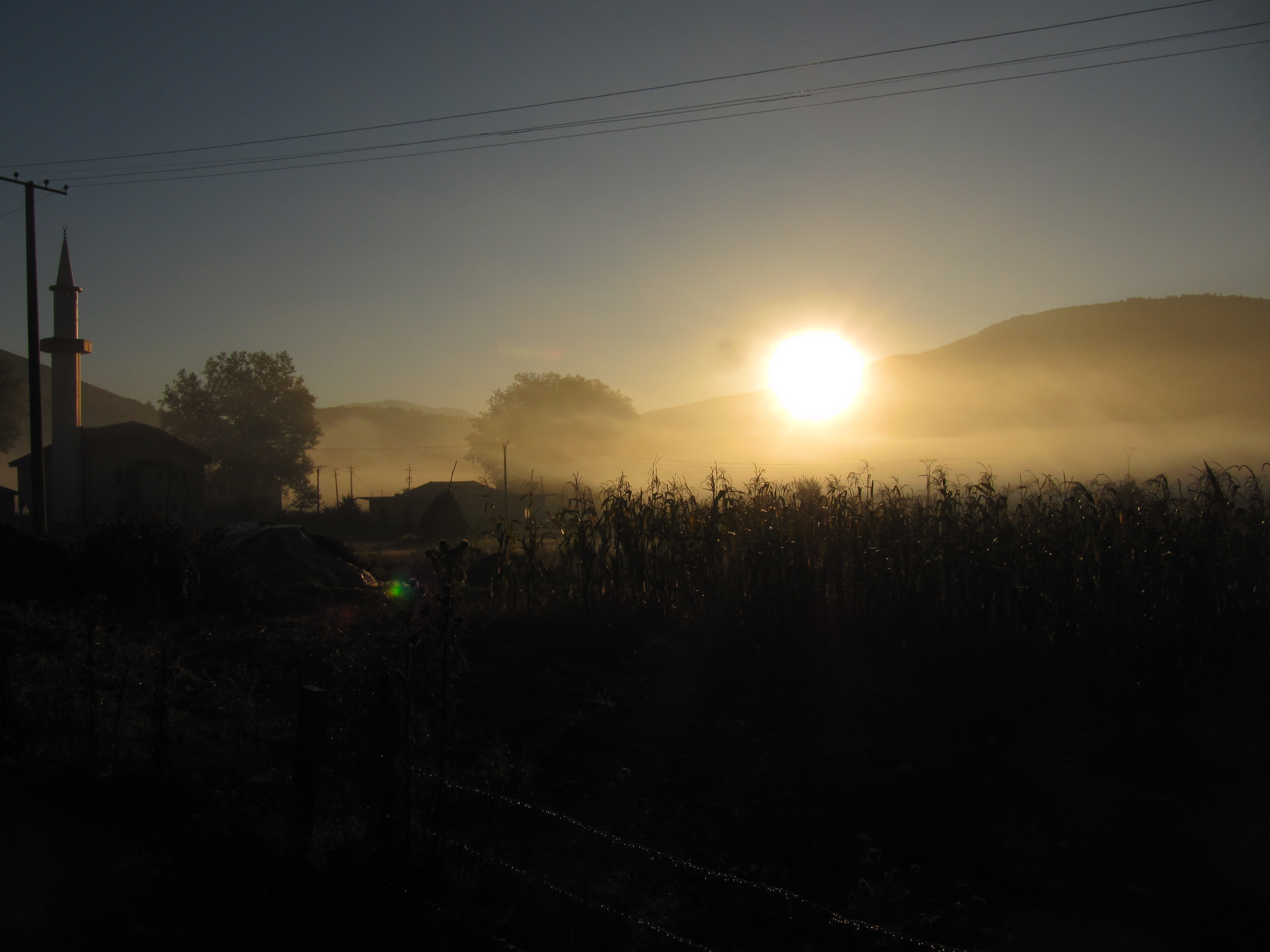
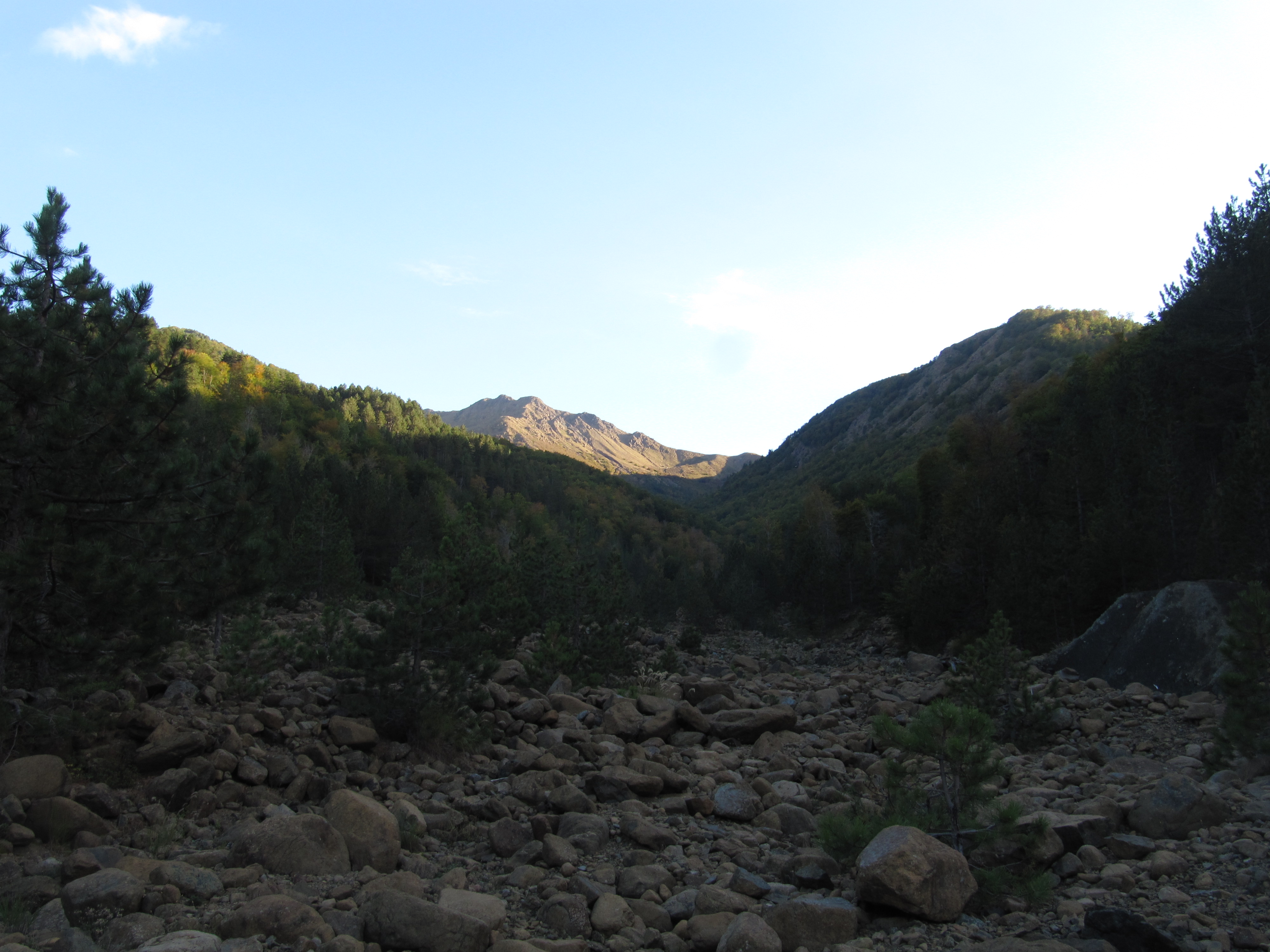
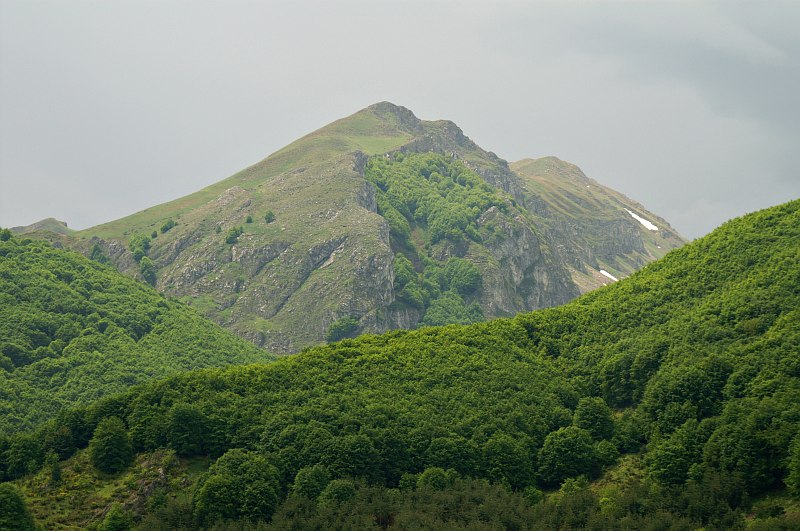